# Jules Auguste Peyrusset
Jules Auguste Peyrusset est un marin, négociant et militaire français né le 29 octobre 1826 à Nantes et mort le 5 février 1880 sur la presqu'île Ducos (Nouvelle-Calédonie).

## Biographie
Jules Auguste Peyrusset est le fils de Jacques Henri Peyrusset, négociant à Nantes, et d'Adèle Pelletreau, et le neveu du député ultraroyaliste Antoine-Élie Peyrusset. Reçu capitaine au long cours en 1851, il se montre intempérant, est notamment condamné à un mois de prison pour coups et blessures dans un duel en 1859, et intègre la marine impériale comme matelot pendant quelques mois. L'année suivante, il devient lieutenant dans la compagnie des Messageries maritimes, dont il démission dès le mois d'août. Il fait ensuite du commerce en Amérique, participe à la guerre de Sécession et s'installe à Paris en 1865.
Lieutenant dans la compagnie de francs-tireurs de Neuilly le 25 août 1870, il prend part à la campagne dans les Vosges et commet des exactions. Passant en Belgique, il revient en France en 1871 et intègre le ministère de la Marine, devenant « chef de l'état-major du délégué », avec pour charge la réorganisation de la flottille de la Seine et d'armer les canonnières. Mais il est révoqué, une nouvelle fois du fait de son intempérance, arrêté le 4 mai et envoyé à la prison du Cherche-Midi par ordre de Rossel. Il retrouve sa liberté après l'arrestation de Rossel le 14 mai. De nouveau arrêté, pour ivresse à Saint-Lazare, il est une nouvelle fois envoyé en prison le 25 mai, mais retrouve la liberté « après avoir fourni quelques renseignements sur le personnel du ministère de la Marine pendant la Commune ».
Il est condamné à la déportation dans une enceinte fortifiée par le 4e conseil de guerre le 17 août 1872, mais voit sa peine commuée en déportation simple le 31 octobre 1876, puis remise sous condition de résidence le 19 juillet 1878. 
On lui refuse sa demande de naviguer et caboter en Nouvelle-Calédonie. Il meurt le 5 février 1880 sur la presqu'île Ducos, quelques jours avant que son obligation de résidence soit levée.

## Sources
- Ressource relative à la vie publique :   - Maitron
- « PEYRUSSET Jules, Auguste », dans Le Maitron
- Joël Rilat, Ces messieurs de Nantes, complément Tome 5 de L-Z